# Estellabergnimf
De estellabergnimf (Oreotrochilus estella) is een vogel uit de familie Trochilidae (Kolibries).

## Kenmerken
Het verenkleed van de mannetjes is aan de onderzijde witgrijs en aan de bovenzijde zandbruin met een iriserend smaragdgroene kraag met een zwarte rand. De lichaamslengte bedraagt 13 tot 15 cm en het gewicht 8 tot 9 gram.

## Leefwijze
Deze vogels vervallen ’s nachts in een soort winterslaap, hetgeen van levensbelang is omdat ze anders de koude nachten niet zouden overleven. Op deze manier regelen ze hun lichaamstemperatuur.

## Verspreiding
Deze standvogel komt voor op met gras en struiken begroeide rotshellingen tot 5000 meter hoogte in het Andesgebergte van westelijk Zuid-Amerika.
De soort telt twee ondersoorten:
- O. e. estella: van zuidwestelijk Peru en noordwestelijk Bolivia tot noordelijk Chili en noordwestelijk Argentinië.
- O. e. bolivianus: Cochabamba (centraal Bolivia).

## Status
De estellabergnimf heeft een ruim verspreidingsgebied en daardoor alleen al is de kans op de status kwetsbaar (voor uitsterven) uiterst gering. De grootte van de populatie is niet gekwantificeerd maar de aantallen blijven stabiel. Om deze redenen staat de estellabergnimf als niet bedreigd op de Rode Lijst van de IUCN.